# North Hill Marsh Wildlife Sanctuary
Das North Hill Marsh Wildlife Sanctuary ist ein, nach dem gleichnamigen Sumpfgebiet benanntes, 146 Acres (59,1 ha) großes Schutzgebiet bei Duxbury im Bundesstaat Massachusetts der Vereinigten Staaten. Es wird von der Massachusetts Audubon Society verwaltet.

## Schutzgebiet
Das Schutzgebiet befindet sich innerhalb des östlichen Grüngürtels der Stadt Duxbury, der rund 1.000 Acres (4 km²) zusammenhängende Grünfläche umfasst. Es besteht vorwiegend aus Eichen- und Kiefernwald, Feuchtgebieten sowie einem 90 Acres (36,4 ha) großen See und bietet insbesondere Zugvögeln einen Lebensraum. Neben Vögeln wie Ringschnabelenten, Dunkelenten, Büffelkopfenten, Kappensägern, Reihern und Eisvögeln können auch Alligatorschildkröten, Zierschildkröten, Tropfenschildkröten und Dosenschildkröten beobachtet werden. Es wurden Nistkästen über das Sumpfgebiet verteilt, in denen etwa 100 Paare Sumpfschwalben brüten. Am Seeufer können zudem Nerze, Bisamratten und Otter angetroffen werden. Um den See und durch den Wald führen insgesamt 5 mi (8 km) Wanderwege.